# Lyson Zulu
Lyson Zulu (* 20. November 1990 in Kalingalinga) ist ein ehemaliger sambischer Fußballspieler, der 2009 unerwartet zu einem Länderspieleinsatz für die Sambische Fußballnationalmannschaft kam. 

## Werdegang
Zulu spielte in Sambia auf Jugendebene an der Seite von Hijani Himoonde, Fwayo Tembo und Given Singuluma bei Lusaka Edusport und nahm unter anderem am Gothia Cup in Schweden (Silbermedaillengewinner 2003) und dem Norway Cup teil. Er erhielt durch ein Stipendium die Möglichkeit, in Großbritannien an der University of Bath einen Abschluss in Sports Performance zu machen. Er war dort im englischen Amateurfußball bei Team Bath und Loughborough aktiv, bevor er 19-jährig die Einladung zur sambischen Nationalmannschaft erhielt.
Für ein Freundschaftsspiel zwischen Sambia und Ghana am 12. August 2009 im Stadion Brisbane Road in London standen wegen administrativer Versäumnisse (zu späte Beantragung von Visa) zunächst nur neun sambische Nationalspieler zur Verfügung, daher wurden mit Zulu, Kasase Kabwe und Lengwe Kapotwe kurzfristig drei in Großbritannien ansässige Sambier für das Spiel rekrutiert. Zulu begann die Partie auf der für ihn ungewohnten Stürmerposition und konnte sich gegen die ghanaischen Defensivakteure Francis Dickoh und Eric Addo kaum in Szene setzen, spielte bei der 1:4-Niederlage aber über die vollen 90 Minuten.
Nach seinem Studium kehrte er nach Sambia zurück und war beim Olympic Youth Development Centre in der Funktion des  Head of Football und des Health and Education Officers tätig und besetzte später die Position des Programmes Manager. 2019 wechselte er als Technischer Direktor zum sambischen Fußballverband.